# زیردریایی یو-۱۰۹ (۱۹۴۰)
زیردریایی یو-۱۰۹ (۱۹۴۰) (به انگلیسی: German submarine U-109 (1940)) یک زیردریایی بود که طول آن ۷۶٫۵ متر (۲۵۱ فوت) و ارتفاع آن ۹٫۶ متر (۳۱ فوت ۶ اینچ) بود. این زیردریایی در سال ۱۹۴۰ ساخته شد.